# Imunologija
Imunologija (lat. immunitas - otpornost, neprimljivost; grč. lógos - nauka) je grana biomedicinskih znanosti koja proučava cjelokupnu otpornost organizma na djelovanje stranih tvari, tj. antigena. U pratičnom smislu, imunologija proučava sve oblike obrane domaćina od zaraze i štetne posljedice imunosnog odgovora za domaćina. Ona je proistekla iz opažanja da su osobe nakon preboljenja određene zarazne bolesti, u pravilu otporne na tu bolest (zarazu). Od svojih se početaka razvijala pod okriljem mikrobiologije. No spoznaja da je imunološka reakcija na mikroorganizme samo jedan od imunoloških odgovora, te da taj odgovor u određenim uvjetima može izazvati gotovo svaka organska makromolekula, potaknula je razvoj imunologije kao samostalne znanosti.
Suvremena imunologija obuhvaća velik broj disciplina koje istražuju ustrojstva i fiziološke funkcije imunološkog sustava, imunost na zarazu, stanja imunološke preosjetljivosti (alergije), imunološke nedostatnosti (imunodeficijencije), imunološke reakcije na presađivanje i tumor, autoimunosne bolesti, kao i brojne imunodijagnostičke postupke.

### Osnovni pojmovi
Imunost je stanje otpornosti na mikroorganizme, tj. zarazu. Svojstveni su joj urođeni (nespecifični) i stečeni (specifični ili adaptivni) mehanizmi.
Imunološki sustav je skupni naziv za organe, tkiva, stanice i njihove produkte koji u organizmu služe za prepoznavanje stranih bioloških tvari i obranu od njih. Organi imunološkog sustava u čovjeka su npr. timus (prsna žlijezda), koštana srž, slezena, limfni čvorovi.

## Vanjske poveznice
Mrežna mjesta
- imunologija Hrvatska enciklopedija
- Hrvatsko imunološko društvo
- Zavod za imunologiju i genetiku tumora HAZU
- Imunološki zavod u Zagrebu